# 16 위쉬스
《16 위쉬스》(16 Wishes)는 미국에서 제작된 피터 드루이스 감독의 2010년 가족, 판타지 영화이다. 2010년 6월 25일 디즈니 채널을 통해, 2010년 6월 16일 패밀리 채널을 통해 초연되었다. 데비 라이언 등이 주연으로 출연하였고 론 프렌치 등이 제작에 참여하였다.
이 영화는 대부분 디즈니 채널 초연 당일 가장 많이 시청된 케이블 프로그램이었다. 2010년 디즈니 채널에서 개봉했으면서 "디즈니 채널 오리지널 무비"에 속하지 않는 2번째 영화였다. 디즈니 채널, 패밀리 채널, 유니티 픽처스 오브 밴쿠버, 마비스타 엔터테인먼트의 공동 제작 작품이다.

## 출연

### 주연
- 데비 라이언
- 장 뤽 빌로듀

### 조연
- 안나 매 루트리지
- 캐리사 타인즈
- 켄들 크로스
- 패트릭 길모어
- 케이넌 위브
- 키넌 트레이시
- 제시 레이드
- 조엘 헤이즈
- 브렌다 크릭로
- 제나 로마닌
- 에바 앨런
- 게리 존스
- 패트리시아 아이작
- 앨리스테어 아벨
- 댄 조프리

## 기타
- 라인프로듀서: 크레이그 포레스트
- 협력프로듀서: 숀 보워스
- 조감독: 브래드 메드허스트
- 미술: 질 스콧
- 세트: 조나단 랭커스터
- 의상: 케이트 메인
- 분장부문: 신디 바로우
- 분장부문: 니키타 페녹
- 배역: 코린 클락
- 배역: 제니퍼 페이지
- 프로덕션매니저: 숀 보워스
- 프로덕션매니저: 크레이그 포레스트